# Mahurea
Mahurea – rodzaj roślin okrytonasiennych z rodziny gumiakowatych. Jego przedstawiciele występują w północnej części Ameryki Południowej.

Do rodzaju Mahurea zaliczanych jest 9 gatunków:
- Mahurea casiquiarensis (Spruce ex Benth. J. Proc. Linn. Soc., Bot. 5: 64 1861)
- Mahurea duckei (Huber Bol. Mus. Goeldi Hist. Nat. Ethnogr. 7: 300 1913)
- Mahurea exstipulata (Benth. London J. Bot. 2: 365 1843)
- Mahurea exstipulata (subsp. duckei (Huber) Kubitzki Mem. New York Bot. Gard. 29: 138 1978 )
- Mahurea linguiformis (Tul. Ann. Sci. Nat., Bot. 8: 340 1847)
- Mahurea palustris (Aubl. Hist. Pl. Guiane 1: 558, t. 222 1775)
- Mahurea sororopantepuiana (Steyerm. Fieldiana, Bot. 28: 395, f. 81 1952)
- Mahurea speciosa (Choisy Prodr. 1: 558 1824)
- Mahurea tomentosa (Ducke Arq. Inst. Biol. Veg. 1: 208)